# Afrikaans nationalisme

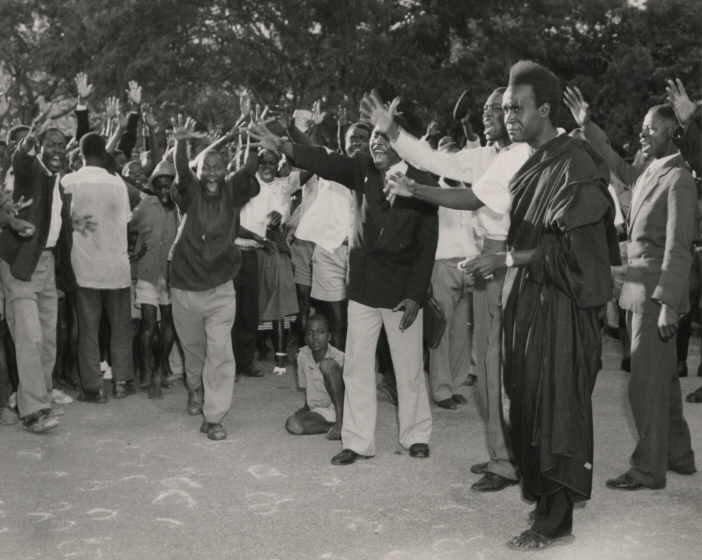
Kenneth Kaunda, vader van het Afrikaans Humanisme, en vooraanstaande Zambiaanse onafhankelijkheidsactivist, afgebeeld tijdens een politieke bijeenkomst in Noord-Rhodesia (nu Zambia) in 1960.

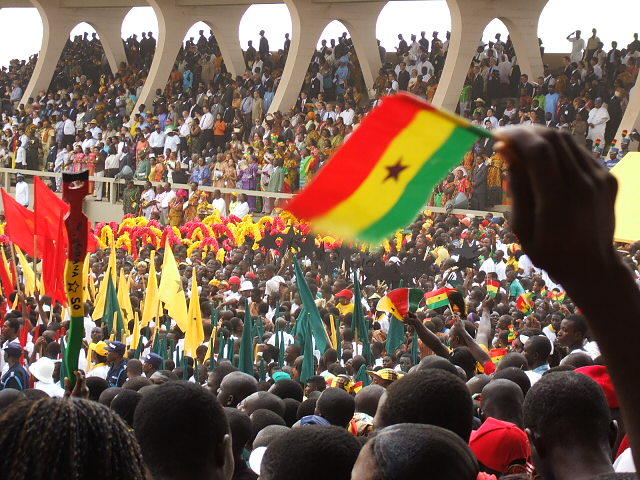
Ghanese nationalisten vieren de 50e verjaardag van de nationale onafhankelijkheid in 2007.

Afrikaans nationalisme is een overkoepelende term die verwijst naar diverse politieke ideologieën in Afrika ten zuiden van de Sahara, gebaseerd op het principe van nationale zelfbeschikking en de oprichting van onafhankelijke natiestaten. Deze ideologieën zijn ontstaan tijdens de periode van Europese koloniale overheersing in de 19e en 20e eeuw en werden gedeeltelijk beïnvloed door nationalistische denkbeelden uit Europa. Aanvankelijk was Afrikaans nationalisme gericht op het verlangen naar zelfbeschikking en speelde het een cruciale rol bij het afdwingen van de dekolonisatie van Afrika (circa 1957-1966). Het begrip omvat echter een breed scala aan ideologische en politieke bewegingen en mag niet verward worden met panafrikanisme, dat streeft naar de federatie van vele of alle natiestaten in Afrika.

## Geschiedenis
Nationalistische ideeën in Afrika kwamen op in het midden van de 19e eeuw onder de opkomende zwarte middenklasse in West-Afrika. Vroege nationalisten hoopten de etnische fragmentatie te overwinnen door natiestaten te vormen. In de vroege periode werden ze beïnvloed door Afro-Amerikaanse en Afro-Caribische intellectuelen uit de Back-to-Africa-beweging, die nationalistische idealen uit Europa en Amerika importeerden. De vroege Afrikaanse nationalisten waren elitair en geloofden in de superioriteit van de westerse cultuur, maar streefden naar een grotere rol voor henzelf in de politiek. Ze verwierpen traditionele Afrikaanse religies en tribalisme als 'primitief' en omarmden westerse concepten zoals het christendom, moderniteit en de natiestaat. Een van de uitdagingen waarmee nationalisten werden geconfronteerd bij het smeden van eenheid na de Europese overheersing was echter de verdeeldheid tussen stammen en de opkomst van etnisch conflict.
Afrikaans nationalisme ontwikkelde zich voor het eerst als een massabeweging in de jaren na de Tweede Wereldoorlog, als gevolg van veranderingen in de aard van de koloniale overheersing tijdens de oorlog en van sociale veranderingen binnen Afrika zelf. In bijna alle Afrikaanse koloniën werden in de jaren vijftig nationalistische politieke partijen opgericht, en hun opkomst was een belangrijke factor in de dekolonisatie van Afrika tussen circa 1957 en 1966. Het Afrikaanse nationalisme was echter geen homogene beweging; politieke groeperingen die als Afrikaanse nationalisten werden beschouwd, verschilden sterk qua economische oriëntatie, mate van radicalisme en houding ten opzichte van geweld. Nationalistische leiders worstelden met het vormgeven van hun eigen sociale en nationale identiteit, mede als gevolg van de Europese invloed die het politieke landschap domineerde tijdens de koloniale periode.
Het Afrikaanse nationalisme tijdens het koloniale tijdperk werd vaak geformuleerd als een reactie op de koloniale overheersing, en was daarom vaak onduidelijk of tegenstrijdig over andere doelstellingen. Historicus Robert I. Rotberg stelt dat Afrikaans nationalisme zonder het kolonialisme niet zou zijn ontstaan. De relatie ervan met het panafrikanisme was ook dubbelzinnig, waarbij veel nationalistische leiders pan-Afrikaanse loyaliteit beleden, maar toch terughoudend waren om zich te verbinden aan supranationale verenigingen. Nationalisten uit die periode zijn ook bekritiseerd vanwege hun voortdurende gebruik van ideeën en beleid die verband hielden met koloniale staten. In het bijzonder probeerden nationalisten vaak nationale grenzen te handhaven die willekeurig waren vastgesteld onder koloniaal bewind na de onafhankelijkheid, en een gevoel van nationale identiteit te creëren onder de diverse bevolkingsgroepen binnen die grenzen.

## Tribalisme en etnisch nationalisme
Het Afrikaanse nationalisme bevindt zich in een complexe relatie met tribalisme en subnationale etnisch nationalisme, die verschillen in hun opvattingen over politieke loyaliteit. Veel Afrikanen maken onderscheid tussen hun etnische en nationale identiteit.
Etnisch nationalisme · Expansionistisch nationalisme · Romantisch nationalisme · Raciaal nationalisme · Cultuurnationalisme · Taalnationalisme · Sportnationalisme · Spiergebonden nationalisme · Nativistisch nationalisme · Religieus nationalisme · Postkoloniaal nationalisme · Antikoloniaal nationalisme · Burgerlijk nationalisme · Staatsnationalisme · Liberaal nationalisme · Economisch nationalisme · Revolutionair nationalisme · Nationaal-conservatisme · Bevrijdingsnationalisme · Linksnationalisme · Anarcho-nationalisme · Pan-nationalisme · Diaspora-nationalisme · Pandemisch nationalisme
extreemlinks · radicaal-links · links · centrum · rechts · radicaal-rechts · extreemrechts 

confessionalisme · christendemocratie · conservatisme · neoconservatisme · paleoconservatisme · islamisme

liberalisme · klassiek liberalisme · economisch liberalisme · conservatief-liberalisme · progressief liberalisme · neoliberalisme · libertarisme · groenliberalisme · geoïsme

anarchisme · syndicalisme · feminisme · ecologisme · ecofascisme · agrarisme · progressivisme 

marxisme · communisme · trotskisme · leninisme · stalinisme · maoïsme · socialisme · sociaaldemocratie · communitarisme

populisme · fortuynisme · solidarisme · nationalisme · linksnationalisme · fascisme · nationaalsocialisme